# Brigade d'infanterie de Ceuta
La Brigade d'infanterie de Ceuta est stationnée, comme son nom l'indique, dans l'enclave espagnole de Ceuta, limitrophe avec le Maroc.
Elle est la seule unité dépendant pour emploi du commandement général de Ceuta et a pour mission de faire respecter la souveraineté espagnole sur cette enclave.
Elle est composée de bataillon de "réguliers" (troupes nord-africaines), le 54e bataillon d'infanterie de "réguliers "Ceuta", d'un régiment de la Légion espagnole, le 2d tercio de la Legión "Duque de Alba" (composé d'un bataillon d'infanterie légère et d'un bataillon d'infanterie mécanisée. La brigade compte aussi un bataillon de chars (le 3e régiment de cavalerie blindé "Montesa" ainsi que les unités d'appui habituelles (artillerie sol-sol et sol-air, génie, logistique et transmissions).